# 阿吕府邸
阿吕府邸（法語：Hôtel d'Alluye）是法国中部布卢瓦的一座历史建筑，位于圣奥诺雷街（Rue Saint-Honoré），靠近布卢瓦圣路易主教座堂和布卢瓦城堡。他原来的主人是路易十二的秘书阿吕男爵Florimond Robertet。现在已明显小于当年，因为北翼和西翼已毁于17-19世纪。
该建筑建于1498年（或1500年）-1508年，是布卢瓦的第一座文艺复兴建筑。当时布卢瓦是法国的首都，许多贵族在该城和整个卢瓦尔河谷购买住所。其立面兼有哥特式、法国文艺复兴和意大利文艺复兴风格。1606年以后该建筑频繁更换业主。2007年以来，它被分为十个公寓和一个大办公室。因此该建筑已经变化甚多，只有东翼和南翼保留了原貌。北翼和西翼已毁于17-19世纪。
1929年11月6日，该建筑列为法国历史古迹。自2011年起，其庭院在欧洲遗产日向公众开放。

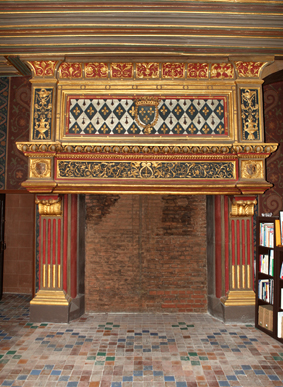